# 日本ボウリング場協会

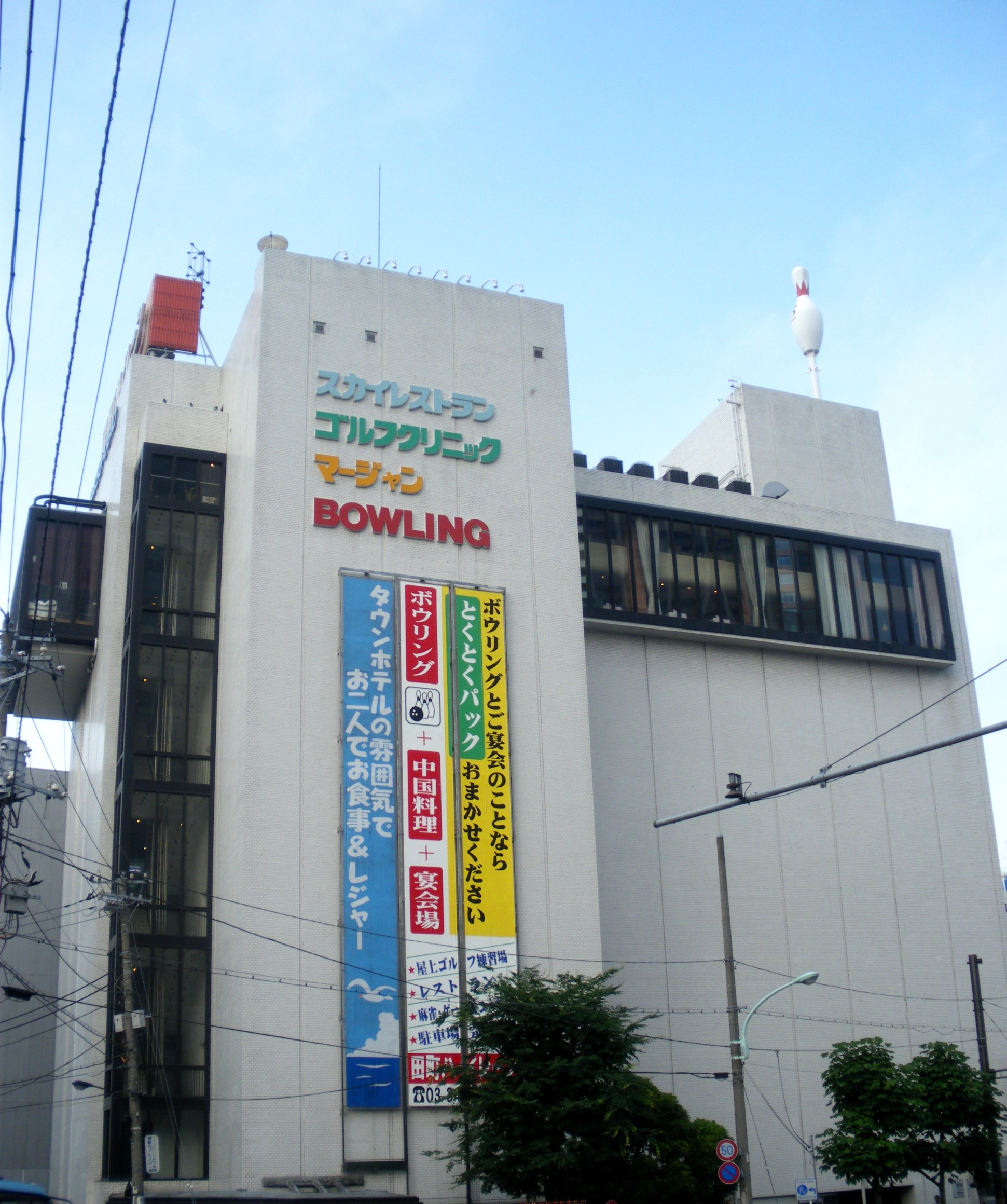
かつて本部があった田町ハイレーンビル

公益社団法人日本ボウリング場協会（にほんボウリングじょうきょうかい、BPAJ）は、日本のボウリング場全体を統括する団体。公益社団法人。

## 概要
全国各地のボウリング場の管理者により、1965年に設立。毎年6月のBPAJ全国ボウリング競技大会及び秋の宮様チャリティーボウリング大会（寛仁親王牌争奪）の主催を始め、下部組織には各都道府県のボウリング場協会がある。また6月22日のボウリングの日ではさまざまなイベントを展開している。
本部はかつては田町ハイレーンのビル内にあったが、田町ハイレーンが2015年3月29日に閉館し建物も取り壊されることになったため、それに先立つ同年3月2日に本部を現在地に移転した。
なお、すべてのボウリング場が加盟しているわけではなく、日本ボウリング場協会非加盟のボウリング場も存在する。
2019年から行われているKUWATA CUPには共催として参加し、協会加盟のほぼ全てのボウリング場を会場としている。

## ボウリング・マスメディア大賞
協会が主催するさまざまなマスコミが対象のボウリング関連の賞。主な受賞者・番組は次のとおり。
- オールスター感謝祭（2000年 TBS）
- ためしてガッテン（2001年 NHK）
- ゴールデンボウル、金城武、黒木瞳、野島伸司（2002年 日本テレビ）
- パーフェクトボウリング（2002年 スカイ・A）
- 小倉優子（2003年・2004年）
- ワールド☆レコーズ（2004年 日本テレビ）
- 夏川純（2005年）
- HEY!HEY!HEY! MUSIC CHAMP（2005年 フジテレビ）
- 時東ぁみ（2006年）
- 藤木千穂（2006年 文化放送アナウンサー）
- クイズプレゼンバラエティー Qさま!!（2006年 テレビ朝日）
- ボウリング革命 P★League（2006年 BS日テレ）
- エド・はるみ（2008年）
- AKB48（2010年）
- キャイ〜ン（2011年）
- SKE48（2011年）※特別話題賞[1]
- 宮澤佐江（2012年）[2]
- スギちゃん[3]（2013年）
- IMALU[4]（2014年）
- 土屋太鳳[5]（2015年）
- 大泉洋（2024年）※札幌テレビ放送「1×8いこうよ!」でのボウリング企画が評価[6]